# 祭紅暗花雙龍戲珠文高足碗

## 形制資訊
紅釉暗花雙龍戲珠紋高足碗是明代永樂時期的銅紅釉器。寬口高圈足，弧壁深，內外均施銅紅釉，口沿與足底出現白邊，口沿有一處磨損後修補的痕跡，內碗壁有錐拱暗花雙龍紋、雲紋與火紋，碗底則有一火焰龍珠，面款「永樂年製」四字。

## 關於器形
自古以來被稱為高足碗的器形有很多，但此作品的器形被相信起源於蒙古族，馬背上的民族。高足碗兩端較中間寬的形狀令使用者在馬背上能抓住器身，且方便繫於馬腹側。有些高足碗作品的高足飾有竹節狀裝飾，也是為了防止器自手中滑落。因為此種高足碗濃厚的游牧文化氣息，也被稱為馬上杯、靶杯。不過，當時的高足碗是由金屬製成，瓷器高足碗待元代時，蒙古族入主中原，才由地方窯工師傅仿造蒙古貴族的黃金高足碗進行製作。元代後的窯址、墓葬才開始有大量瓷器高足碗出土。永樂皇帝曾贈與大寶法王四件雙龍紋白瓷茶鐘，後出土的某件白瓷高足碗上配有一金屬蓋，上款有茶鐘蓋，故此處茶鐘應指高足碗。根據江西高安窯藏出土的一件青花高足碗上詩句，應為酒器用途。但依據某些版畫來看，高足碗也是置於桌上盛放花果、饅頭的盛具，或捧果侍童的捧器。

## 祭紅釉器
明代最負盛名的銅紅分別為永樂祭紅與宣德寶石紅，兩者配方有差異。不過祭紅釉藥據傳混有西域紅寶石末，故有時也稱作寶石紅。銅紅釉器是以銅紅上色再施透明釉燒成，多作為祭祀器或皇族用器。即使是瑕疵品也無法流入民間，而是會就地打破掩埋，因此景德鎮珠山遺址出土大量紅釉瓷器碎片，這些碎片能拚出完整的器品。本件作品碗沿的瑕疵應是後人造成，才沒有面臨被打破的命運。依據《明史食貨誌》：「禁私造黃、紫、紅、綠、青、藍、白帝青花諸瓷，違者罪死。」可知，當時民間禁造紅釉器。銅紅釉需精確的環境與溫度調整才能燒成，一器難求。在燒製前期為還原燒，但是在某特定溫度下須放少量氧氣入窯以氧化錫、鐵，令未化合的銅作紅膠體散布。祭紅釉的名稱由來，是因古代紅色為太陽代表色，銅紅釉器用作祭日壇祭器之用而得名。

## 燈草口
祭紅器的一大特色就是器沿的白邊，因其粗細似古代油燈用燈草而被稱為燈草口。銅紅釉易流，故器的口沿處露出內部胚土形成白邊。有時會因釉料中的銅殘留並氧化而呈現蝦青色。

## 錐拱暗花文
「暗花紋」是指在半乾胚土上作圖文後，再施以不透明釉料。本作品的圖案是以「錐拱」方式呈現，在半乾胚土上以竹片等器具推出拱起的花紋。

## 祭紅傳說
景德鎮當地傳說，皇帝為籌備祭日壇紅釉器，命令地方大量供應。因祭紅難燒，有些陶工無法在期限內製作出官員要求的數量，被盛怒的官員押入大牢以殺雞儆猴。其中一位陶工之女為救父，聽從神靈指示躍入窯火中。當窯工們打開窯門時，發現當中每件陶瓷器都染上無瑕的紅。人們說這紅是陶工女兒的血染上陶瓷器表面，為紀念此女，將此紅起名為祭紅。有些窯工為祈求祭紅釉燒成，會在窯門處供俸磚瓦堆成的陶工女兒形象。